# Gesellschafterliste
Die Gesellschafterliste ist nach § 40 GmbHG ein Dokument, das als Anhang zum Handelsregister geführt wird und Auskunft über die Gesellschafter einer Gesellschaft mit beschränkter Haftung (GmbH) sowie deren Geschäftsanteile gibt.

## Rechtliche Grundlagen und Zweck der Liste
Die Geschäftsführung einer Gesellschaft mit beschränkter Haftung hat nach jeder Veränderung in den Personen der Gesellschafter oder des Umfangs ihrer Beteiligung unverzüglich eine Liste der Gesellschafter zum Handelsregister einzureichen. Wird eine Gesellschaft per Musterprotokoll gegründet, ersetzt dieses die Gesellschafterliste (§ 2 Abs. 1a Satz 4 GmbHG).
Die Gesellschafterliste muss die Namen (nicht Geburtsnamen), Vornamen, Geburtsdaten und Wohnorte aller Gesellschafter sowie die Nennbeträge und die laufenden Nummern der von jedem Gesellschafter übernommenen Geschäftsanteile (§ 40 Abs. 1 GmbHG) enthalten. Hat ein Notar an einer anzuzeigenden Veränderung mitgewirkt und ist diese wirksam, hat er unverzüglich die Liste anstelle der Geschäftsführer zu unterschreiben, zum Handelsregister einzureichen und eine Abschrift der geänderten Liste an die Gesellschaft zu übermitteln. Die Liste muss mit der Bescheinigung des Notars versehen sein, dass die geänderten Eintragungen den Veränderungen entsprechen, an denen er mitgewirkt hat, und die übrigen Eintragungen mit dem Inhalt der zuletzt im Handelsregister aufgenommenen Liste übereinstimmen (§ 40 Abs. 2 GmbHG). Da in der Praxis die häufigsten Änderungen im Gesellschafterkreis und im Bestand von Anteilen notariell beurkundet werden, handelt es sich bei nahezu jeder heute eingereichte Gesellschafterliste um eine notarbescheinigte Liste. Der Geschäftsführung obliegt insbesondere noch die Nachreichung einer vergessenen oder verloren gegangenen Liste, die Mitteilung einer Gesellschafternachfolge nach einem Todesfall (Erbfall) und die Anzeige einer privatschriftlich beschlossenen Teilung oder Zusammenlegung von Geschäftsanteilen.
Im Wege der Online-Einsicht (www.handelsregister.de) kann jedermann (ohne Anmeldung und Kosten) die jeweils aktuelle Gesellschafterliste abrufen, also ansehen, speichern und ausdrucken. Ob eine Liste tatsächlich im elektronischen Handelsregister für den Rechtsverkehr wirksam vorliegt („aufgenommen wurde“), kann jeder, der das Datum der Veränderung kennt, kostenfrei online nachsehen.
Die Aktualisierung des in den Akten ausgewiesenen Kreises der Gründungsgesellschafter dient traditionell dem Schutz von Gesellschaftsgläubigern, daneben auch den Informationsinteressen von Minderheitsgesellschaftern und der Öffentlichkeit. Diese sollen sich nicht nur über den derzeitigen Gesellschafterkreis, sondern auch über die lückenlose Abfolge der Gesellschafter und den Wechsel von Geschäftsanteilen informieren können.
Das Gesetz zur Modernisierung des GmbH-Rechts und zur Bekämpfung von Missbräuchen (MoMiG) vom 23. Oktober 2008 hat die traditionelle Informationsfunktion der Liste erheblich aufgewertet. Im Verhältnis zur Gesellschaft gilt im Fall einer Veränderung in den Personen der Gesellschafter oder des Umfangs ihrer Beteiligung als Inhaber eines Geschäftsanteils nur, wer als solcher in der im Handelsregister aufgenommenen Gesellschafterliste (§ 40) eingetragen ist (§ 16 Abs. 1 GmbHG). Außerdem ist nunmehr auch ein an die Gesellschafterliste anknüpfender gutgläubiger Erwerb von GmbH-Anteilen möglich. Ein gutgläubiger Erwerb von Gesellschafteranteilen soll dazu führen, dass Erwerber von Geschäftsanteilen darauf vertrauen dürfen, dass der verkaufte Geschäftsanteil auch tatsächlich dem Veräußerer gehört. Ein Käufer kann Anteile gutgläubig erwerben, wenn der Veräußerer seit mindestens drei Jahren und ohne Widerspruch in die Gesellschafterliste im Handelsregister eingetragen ist (§ 16 Abs. 3 GmbHG). Ist er weniger als drei Jahre eingetragen, kommt ein gutgläubiger Erwerb nur in Betracht, wenn dem tatsächlich Berechtigten der Fehler zuzurechnen ist.

## Inhalt der Gesellschafterliste
Als Gesellschafter sind die formalrechtlichen Inhaber der Anteile anzugeben, zum Beispiel also auch Treuhänder, nicht dagegen wirtschaftlich hinter einem Anteil stehende oder unterbeteiligte Personen.
Wird jemand in einer Liste unrichtigerweise als Gesellschafter genannt oder nicht genannt, hat er Anspruch gegen die Gesellschaft auf Einreichung einer richtigen Liste.
Die Einreichung einer vollständigen neuen Liste ist danach auch vorgeschrieben, wenn es sich um eine bloße Namensänderung des Gesellschafters (z. B. durch Eheschließung oder Firmenänderung) handelt.
Eine Adressenänderung unter Beibehalt des Wohnsitzes (also insbesondere ein Umzug innerhalb der politischen Gemeinde) löst die Einreichungspflicht nicht aus.
Ist eine juristische Person (z. B. GmbH oder AG) oder Personenhandelsgesellschaft (z. B. OHG oder KG) Gesellschafter, ist statt des „Wohnortes“ der Sitz anzugeben. Die Angabe der genauen Adresse ist grundsätzlich nicht erforderlich, ausnahmsweise jedoch dann, wenn die Wohnort- bzw. Sitzangabe allein zur Identifizierung nicht genügt. Nicht zu den juristischen Personen im vorgenannten Sinne gehören BGB-Gesellschaften; bei diesen sind sämtliche Gesellschafter aufzuführen. Gehört somit ein Geschäftsanteil einer BGB-Gesellschaft, lösen Änderungen im Personenkreis dieser BGB-Gesellschaft auch eine Pflicht zur Einreichung einer neuen Liste für die GmbH aus.
Die Nennbeträge und die laufenden Nummern der von jedem Gesellschafter übernommenen Geschäftsanteile sind anzugeben. Mehrere Geschäftsanteile eines Gesellschafters sind somit getrennt aufzuführen; die Angabe des Gesamtbetrags seiner Stammeinlage genügt also nicht. Inwieweit Stammeinlagen tatsächlich geleistet sind, ist nicht anzugeben.
Dazu sind seit dem 26. Juni 2017 die Gesamtumfänge der Beteiligungen am Stammkapital als Prozentsatz gesondert anzugeben (§ 40 Abs. 1 Satz 3 GmbHG). Die Angabe der prozentualen Beteiligung am Stammkapital ist im Zusammenspiel mit der Einführung des sog. „Transparenzregisters“ zu sehen, aus dem sich der wirtschaftlich Berechtigte einer Gesellschaft ergeben soll. Zunächst ungeklärt war, wie die Prozentangaben ggf. zu runden sind. Mittlerweile ist diese nebst weiteren formalen Fragen durch die Gesl-VO geklärt.
Ob untergegangene Anteile (zum Beispiel durch Einziehung) oder die Tatsache der Einziehung angegeben werden müssen, ist nach dem Gesetzeswortlaut nicht ganz klar, aber nach überwiegender Meinung unter den Fachjuristen anzunehmen. Die Angabe empfiehlt sich in jedem Falle schon zur Vermeidung sinnloser Mehrarbeit. Das Registergericht prüft nämlich, ob die Summe der gemeldeten Geschäftsanteile dem eingetragenen Stammkapital entspricht, und wird die Gesellschaft bei Unrichtigkeitsverdacht um Aufklärung ersuchen und regelmäßig auch zur Ergänzung der Liste anhalten.
Fertigt die Geschäftsführung die Liste, ist diese von der Geschäftsführung zu unterzeichnen. Die Unterschrift eines einzelvertretungsberechtigten Geschäftsführers genügt, es müssen also nicht alle Geschäftsführer unterzeichnen.
Nicht mehr vorgeschrieben sind
- die Angabe des Berufes (sog. „Stand“) der Gesellschafter,
- die jährliche Einreichung der Liste zum Handelsregister bzw. eine jährliche Erklärung, dass Veränderungen hinsichtlich der Person der Gesellschafter und des Umfangs ihrer Beteiligung nicht eingetreten sind.

## Einreichen zum Handelsregister in elektronischer Form
Das Einreichen beim Registergericht des Gesellschaftssitzes erfolgte früher durch formloses Übersenden, neuerdings ist die elektronische Form vorgeschrieben. Die Pflicht zur Einreichung besteht auch während eines laufenden Insolvenzverfahrens der GmbH.
Gemäß § 12 Abs. 1 des Handelsgesetzbuches (HGB) ist die Einreichung von Gesellschafterlisten zum Handelsregister grundsätzlich nur noch in elektronischer Form zulässig. Dazu genügt die Übermittlung einer elektronischen Aufzeichnung, also eines Scans der Gesellschafterliste. In den einzelnen Länderverordnungen über den elektronischen Rechtsverkehr ist bestimmt, dass die elektronische Übermittlung ausschließlich über das Elektronische Gerichts- und Verwaltungspostfach (EGVP) erfolgen kann.
Manche Amtsgerichte bieten auf ihren Formularseiten auch einen Vordruck für die Gesellschafterliste als Microsoft-Word-Formular zum Download; der Vordruck ist dann auszudrucken, auszufüllen, von Geschäftsführern in vertretungsberechtigter Zahl zu unterzeichnen, sodann einzuscannen und dem Gericht per EGVP-Postfach zu übersenden.
Die elektronische Einreichung bereitet Gesellschaften zuweilen größere Schwierigkeiten als die bisherige Papiereinreichung, wenn bei der zugrundeliegenden Anteilsveränderung kein Notar mitwirkt, wie zum Beispiel nach Erbfällen und der Teilung oder Zusammenlegung von Geschäftsanteilen. Obwohl Notare berufsrechtlich nicht zur Einreichung der Listen verpflichtet sind, ist es üblich, dass diese Einreichungstätigkeit von den Notariaten mitübernommen wird, sofern daraus nicht auf eine Haftung des Notars für die Richtigkeit der Liste geschlossen werden kann.
Inzwischen ist auch der Einsatz von De-Mail zulässig, was im Gegensatz zu EGVP eine vergleichsweise komfortable Lösung darstellt, da weder die Installation kostenpflichtiger Software noch eine qualifizierte elektronische Signatur notwendig ist.
Die neue Liste ist unverzüglich einzureichen, also ohne schuldhaftes Zögern nach Eintritt der Veränderung, und zwar mit dem Stand zum Tag der Absendung.
Erlangt das Registergericht Kenntnis von einem Gesellschafterwechsel, wird es die Gesellschaft zur Einreichung einer neuen Gesellschafterliste auffordern und hierfür eine Frist, häufig von einem Monat, vormerken. Verstreicht diese fruchtlos, kann das Registergericht die Einreichung der Liste im Wege eines Zwangsgeldverfahrens gegen jeden Geschäftsführer persönlich erzwingen. Von einem Gesellschafterwechsel wird das Gericht zum Beispiel aufgrund einer Anfrage nach einer aktuellen Liste oder aufgrund eines gerichtsbekannten oder mitgeteilten Sterbefalles erfahren.

## Schadensersatzpflicht von Geschäftsführern
Geschäftsführer, welche die ihnen obliegende Pflicht zur unverzüglichen Einreichung der aktuellen Gesellschafterliste verletzen, haften den Gläubigern der Gesellschaft (nicht jedoch den Gläubigern eines Gesellschafters) für den daraus entstandenen Schaden als Gesamtschuldner. Pflichtverletzung kann neben dem Nichteinreichen der Liste auch das verspätete Einreichen und das Einreichen einer unrichtigen Liste sein. Diese Verletzung muss für einen dem Gläubiger entstandenen Schaden kausal sein. Daran ist zu denken, wenn ein nach außen haftender Gesellschafter zu einem bestimmten Zeitpunkt greifbar, insbesondere auch solvent, zahlungswillig oder pfändbar gewesen wäre, der Gläubiger zu dieser Zeit nachweislich „hinter haftenden Personen her war“ und ihm die Gesellschafterstellung durch verschuldete Listensäumnis oder -unrichtigkeit der Geschäftsführung unbekannt geblieben ist.
Jeder Geschäftsführer haftet dem Gesellschaftsgläubiger als Gesamtschuldner, also für sich allein bis zur vollen Höhe des Schadens.

## Gesetzesverweise und -entwürfe
- Zur Neufassung insbesondere der §§ 16 und 40 GmbHG durch das MoMiG und Synopse der Änderungen